# Герб комуни Лагольм
Герб комуни Лагольм (швед. Laholm kommunvapen) — символ шведської адміністративно-територіальної одиниці місцевого самоврядування комуни Лагольм.

## Історія
Сюжет герба з трьома рибинами походить з печатки міста XIV ст. На його основі затверджено герб міста 1940 року. 
Після адміністративно-територіальної реформи, проведеної в Швеції на початку 1970-х років, муніципальні герби стали використовуватися лишень комунами. Тому з 1974 року цей герб представляє комуну Лагольм, а не місто.

## Опис (блазон)
У синьому полі три срібні лососі з червоними плавниками і хвостами, в балку, один над одним.

## Зміст
При затвердженні герба 1940 року рибин було ідентифіковано як лососів. Характеризує місцеві риболовецькі промисли. 